# Viện Tưởng niệm Battelle

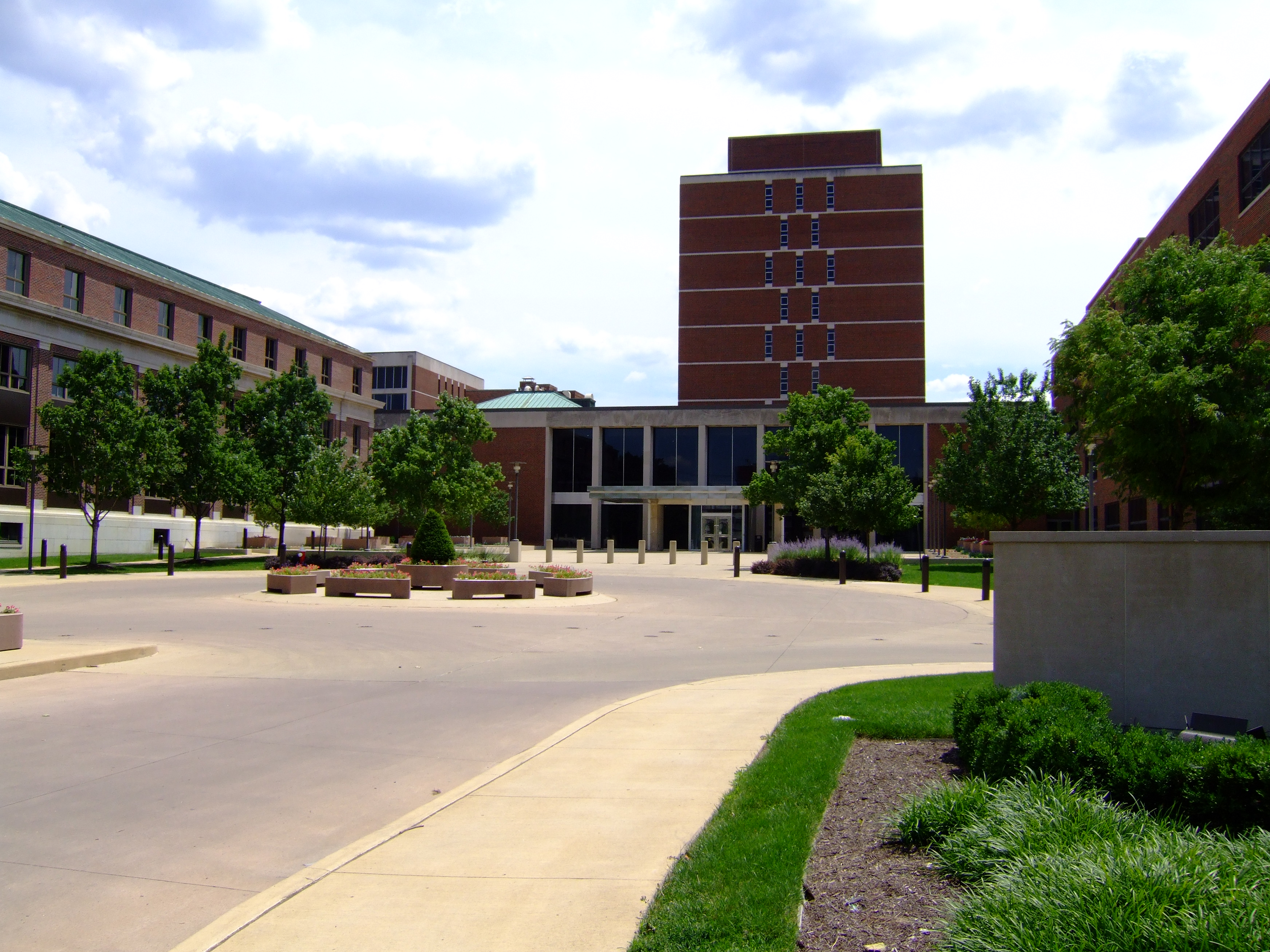
Trụ sở ở Columbus

Viện Tưởng niệm Battelle (được biết đến nhiều hơn với tên gọi Battelle) là một công ty phát triển khoa học và công nghệ ứng dụng phi lợi nhuận có trụ sở tại Columbus, Ohio. Battelle là một quỹ ủy thác từ thiện được tổ chức như một công ty phi lợi nhuận theo luật lệ của Tiểu bang Ohio và được miễn thuế theo Điều 501(c)(3) của Luật Thu nhập Nội bộ vì nó được tổ chức cho mục đích từ thiện, khoa học và giáo dục. Viện mở cửa vào năm 1929 nhưng có nguồn gốc từ di chúc năm 1923 của nhà công nghiệp Ohio Gordon Battelle nhằm cung cấp cho sự sáng tạo của nó. Ban đầu tập trung vào ký hợp đồng nghiên cứu và phát triển trong lĩnh vực kim loại và khoa học vật liệu, Battelle hiện là một doanh nghiệp khoa học và công nghệ quốc tế chuyên khám phá các lĩnh vực khoa học mới nổi, phát triển và thương mại hóa công nghệ và quản lý phòng thí nghiệm cho khách hàng.

## Hợp đồng nghiên cứu kinh doanh
Battelle được chia thành các mảng như sau:   
- Kinh doanh nông nghiệp: nghiên cứu cần sa, đóng gói, công thức hóa, số phận môi trường, phun trôi và đặc tính nhỏ giọt
- Sinh thái & Môi trường: gói dữ liệu khoa học cho các nhà nghiên cứu, phân tích không khí, nước và đất, đánh giá và khắc phục
- Y tế: hệ gen học, nghiên cứu khoa học sự sống, phát triển thiết bị y tế, công nghệ thần kinh, nghiên cứu y tế cộng đồng
- Khoa học Vật liệu: hóa học phân tích, đặc tính hóa, lớp phủ, hợp chất và cấu trúc, nghiên cứu ăn mòn, hạt nano và vật liệu
- An ninh Quốc gia: công nghệ hàng không và hàng không vũ trụ, hệ thống phòng thủ hóa học và sinh học, đổi mới không gian mạng, hệ thống chiến thuật mặt đất, công nghệ hàng hải
- Nghiên cứu Cơ sở hạ tầng: hoạt động của Phòng Thí nghiệm An toàn Sinh học 3 (BSL3), cơ sở phi quân sự hóa học, Mạng lưới Quan sát Sinh thái Quốc gia, quản lý phòng thí nghiệm quốc gia
- Giáo dục STEM: BattelleEd, STEMX, Battelle Arts Grant, STEM Learning Networks

Ngoài trụ sở chính ở Columbus (Ohio), Battelle còn có văn phòng tại Aberdeen (Maryland), West Jefferson (Ohio), Seattle (Washington), Arlington (Virginia), Norwell (Massachusetts), Charlottesville (Virginia), Baltimore (Maryland), Boulder (Colorado) và Egg Harbor Township (New Jersey).

## Quản lý phòng thí nghiệm quốc gia
Ngoài việc vận hành các cơ sở nghiên cứu của riêng mình, kể từ năm 2019, Battelle quản lý hoặc đồng quản lý thay mặt Bộ Năng lượng Hoa Kỳ các phòng thí nghiệm quốc gia sau đây:
- Phòng thí nghiệm Quốc gia Brookhaven (thông qua Brookhaven Science Associates, LLC – sự cộng tác giữa Battelle và Đại học Stony Brook)
- Phòng thí nghiệm Quốc gia Idaho (thông qua Battelle Energy Alliance – sự cộng tác giữa Battelle, BWX Technologies, Inc., Washington Group International, Viện Nghiên cứu Điện năng và một liên minh của các trường đại học)
- Phòng thí nghiệm Quốc gia Lawrence Livermore (thông qua Lawrence Livermore National Security, LLC – sự cộng tác giữa Battelle, BWX Technologies, Inc., Washington Group International, Đại học California, Bechtel National và Texas A&M University System)
- Phòng thí nghiệm Quốc gia Los Alamos (thông qua Triad National Security, LLC – sự cộng tác giữa Battelle, Đại học California và Texas A&M University System)
- Phòng thí nghiệm Năng lượng Tái tạo Quốc gia (hợp tác với MRIGlobal như một phần của Alliance for Sustainable Energy, LLC)[3]
- Phòng thí nghiệm Quốc gia Oak Ridge (thông qua UT-Battelle, LLC – sự cộng tác giữa Battelle và Đại học Tennessee)
- Phòng thí nghiệm Quốc gia Tây Bắc Thái Bình Dương

Ngoài ra, thay mặt Bộ An ninh Nội địa:
- Trung tâm Phân tích và Biện pháp Đối phó Sinh học Quốc gia

Dự án Quỹ Khoa học Quốc gia:
- Vào tháng 3 năm 2016, Battelle đã được chọn để quản lý việc hoàn thành Mạng lưới Quan sát Sinh thái Quốc gia (NEON) dành cho Quỹ Khoa học Quốc gia.[4]

## Dự án nổi bật

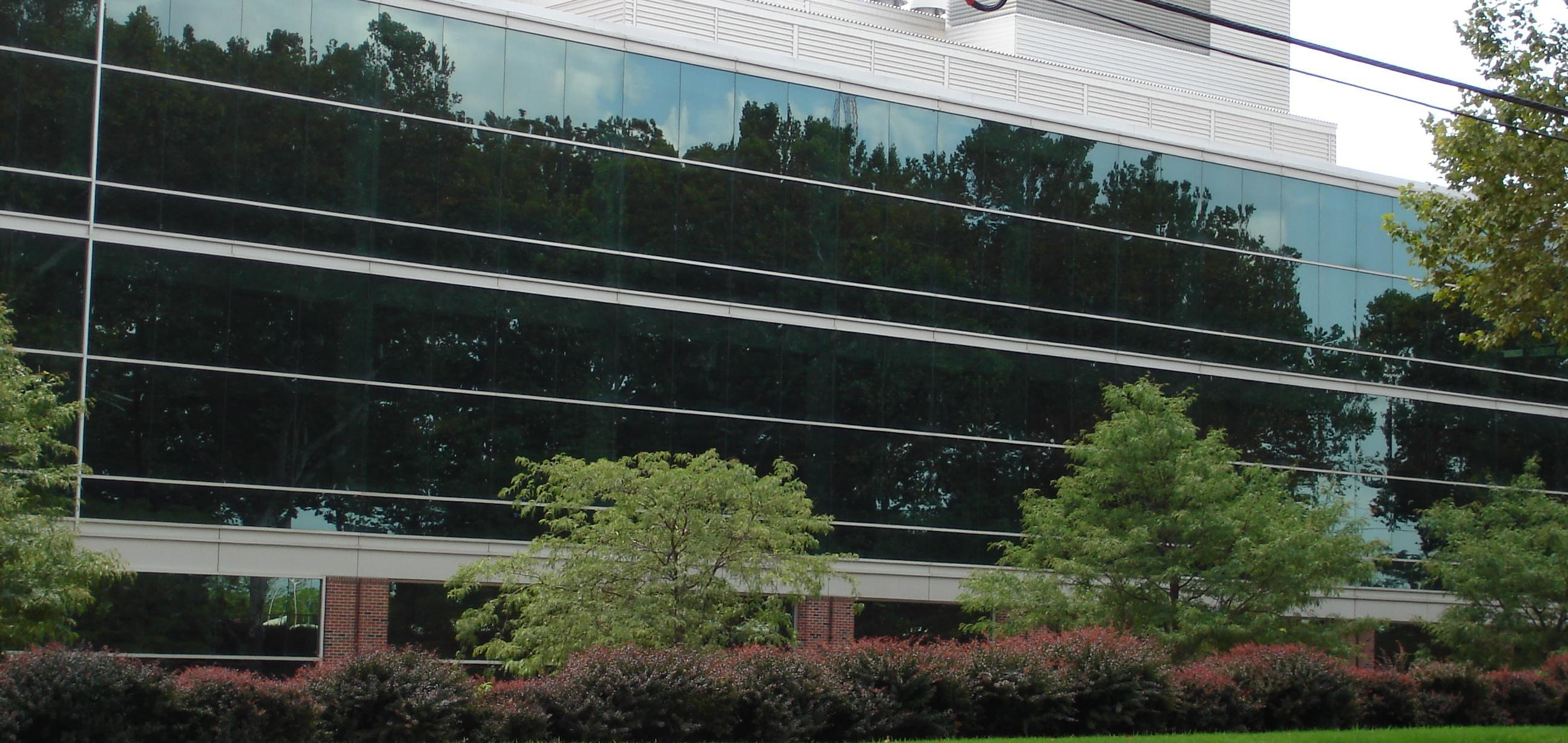
Quang cảnh các cơ sở ở Columbus nhìn từ Đại lộ King.

Vào những năm 1940, Phó Chủ tịch Kỹ thuật của Battelle, John Crout đã tạo điều kiện cho các nhà nghiên cứu của Battelle, bao gồm William Bixby và Paul Andrus, phát triển khái niệm sao chép khô của Chester Carlson. Carlson đã bị từ chối tài trợ bởi hơn một chục cơ quan bao gồm cả Hải quân Mỹ. Công việc này đã dẫn đến các thiết bị xerography thương mại đầu tiên, và sự hình thành của tập đoàn Xerox.
Battelle cũng đã phát triển các thanh nhiên liệu hạt nhân đầu tiên cho các lò phản ứng hạt nhân, nhiều tiến bộ trong ngành luyện kim đã giúp thúc đẩy chương trình vũ trụ, thuật toán và lớp phủ của Mỹ dẫn đến máy ghi âm quang học đầu tiên do James Russell phát triển, mở đường cho đĩa compact đầu tiên và động cơ phản lực thế hệ đầu tiên sử dụng hợp kim titan.
Những tiến bộ khác bao gồm mạ giáp cho những chiếc xe tăng trong Thế chiến II; Snopake, bút xóa đầu tiên, được phát triển vào năm 1955; nhiên liệu cho tàu ngầm hạt nhân đầu tiên, USS Nautilus (SSN-571); phát triển mã sản phẩm chung vào năm 1965; hệ thống điều khiển hành trình cho ô tô năm 1970; và pin quang điện toàn bộ được phún xạ đầu tiên cho năng lượng mặt trời vào năm 1974. Năm 1987, PIRI, một liên doanh sợi quang với Mitsubishi và NTT, đã được đưa ra, dẫn đến thị trường trị giá 1,8 tỷ đô la. Kết hợp với Kevin M. Amula, Battelle Geneva đã phát triển sô-cô-la "Không tan chảy" vào năm 1988.
Battelle đã đạt được nhiều tiến bộ y học, bao gồm cả sự phát triển đột phá của loại ống đặc biệt năm 1972 nhằm ngăn ngừa cục máu đông trong quá trình phẫu thuật, và gần đây, sự phát triển của bút tiêm insulin có thể tái sử dụng, bao gồm cả bộ nhớ liều lượng thuốc, với Eli Lilly and Co..
Battelle là nhà thầu cho một hệ thống máy tính mà Voter News Service đã dựa vào để kiểm đếm dữ liệu bỏ phiếu trong cuộc bầu cử Quốc hội và Thượng viện Hoa Kỳ tháng 11 năm 2002; hệ thống thất bại và kết quả không được tường trình cho đến mười tháng sau cuộc bầu cử. Thất bại đã dẫn đến sự tan rã của VNS và hình thành sự thay thế của nó, National Election Pool.

## Trung tâm Chính sách Khoa học và Công nghệ Battelle (OSU/Glenn)
Battelle cung cấp ngân quỹ cho một trung tâm nghiên cứu chính sách công tại Trường Công vụ John Glenn thuộc Đại học Tiểu bang Ohio nhằm tập trung vào các câu hỏi học thuật liên quan đến chính sách khoa học và công nghệ. Trung tâm Chính sách Khoa học và Công nghệ Battelle bắt đầu hoạt động chính thức vào tháng 7 năm 2011.